# 13 januari
13 januari är den 13:e dagen på året i den gregorianska kalendern. Det återstår 352 dagar av året (353 under skottår).

## Återkommande bemärkelsedagar

### Helgdagar
- Mongoliet: Konstitutionsdagen
- Kap Verde: Demokratidagen (till minne av de första fria valen på Kap Verde denna dag 1991)
- Togo: Frihetsdagen (Till minne av statskuppen denna dag 1963. Ej att förväxla med självständighetsdagen 27 april)

### Festdagar
- Nyårsafton enligt julianska kalendern[1]
- Tjugondedag jul (eller Tjugondag Knut eller Knutsdagen) (julens slut i Sverige, Finland och delar av Norge)

## Namnsdagar

### I den svenska almanackan
- Nuvarande – Knut och Tjugondedag jul
- Föregående i bokstavsordning
  - Kennet – Namnet infördes på dagens datum 1986, men flyttades 1993 till 29 april och 2001 till 22 mars.
  - Kent – Namnet har gått samma väg som Kennet genom att det 1986 infördes på dagens datum, 1993 flyttades till 29 april och 2001 till 22 mars.
  - Knut – Namnet fanns före 1680 på 7 januari, även i formen Knut hertig, till minne av den danske hertigen Knut Lavard, som dog denna dag 1131. 1680 flyttades det istället till dagens datum och blev då istället till minne av den danske kungen Knut den helige. Det har funnits där sedan dess, men den latinska namnformen Canutus har också förekommit på Knut den heliges dödsdag 10 juli (1086).
  - Tjugondedag jul – Denna benämning på dagens datum har funnits där sedan 1680, då julen förlängdes med en vecka, så att detta datum, som är den tjugonde dagen efter julafton, blev julens sista dag.
- Föregående i kronologisk ordning
  - Före 1680 – ?
  - 1680–1900 – Knut och Tjugondedag jul
  - 1901–1985 – Knut och Tjugondedag jul
  - 1986–1992 – Knut, Kennet, Kent och Tjugondedag jul
  - 1993–2000 – Knut och Tjugondedag jul
  - Från 2001 – Knut och Tjugondedag jul
- Källor
  - Brylla, Eva (red.): Namnlängdsboken, Norstedts ordbok, Stockholm, 2000. ISBN 91-7227-204-X
  - af Klintberg, Bengt: Namnen i almanackan, Norstedts ordbok, Stockholm, 2001. ISBN 91-7227-292-9

### Finlandssvenska almanackan
- Nuvarande från 1929[2] – Knut
- I föregående revideringar[a][3]
  - inga ändringar sedan 1929

## Händelser
- 1435 – Engelbrekt Engelbrektsson utses till svensk rikshövitsman vid ett möte i Arboga, vilket har kallats Sveriges första riksdag. Utnämningen innebär emellertid, att Engelbrekt är landets högste befälhavare i avsaknad av kung (den sittande Erik av Pommern har blivit avsatt året innan) och han kommer att behålla posten till sin död året därpå (även om Erik av Pommern återkommer som kung redan på hösten samma år).
- 1544 – Genom Västerås arvförening införs arvkungadömet i Sverige. Kronan ska nu ärvas av kungens äldste son och därmed blir prins Erik (XIV) tronarvinge, medan de övriga kungliga sönerna tilldelas ärftliga hertigdömen. Sverige förklaras nu också officiellt vara ett evangeliskt (protestantiskt) rike. Själamässor, helgondyrkan och vallfärder förbjuds. Krucifixen tas ner från kyrkväggarna och motståndare till nyordningen anklagas som kättare.
- 1631 – Genom fördraget i Bärwalde får Sverige 400 000 riksdaler årligen av Frankrike, mot att ställa upp med 36 000 man i Tyskland, där trettioåriga kriget pågår.
- 1830 – Venezuela utropar sin självständighet från Storcolombia,[4] och i oktober samma år utropas landet till republik. Venezuela har ingått i Storcolombia (som officiellt heter Republiken Colombia) sedan 1819, då kolonin Nya Granada blev självständig från Spanien och bildade det nya storriket, men inre stridigheter under senare år har lett till, att riket nu faller sönder. Senare samma år gör sig även Ecuador självständigt och året därpå upplöses Storcolombia formellt.
- 1898 - Émile Zola publicerar det öppna brevet J’accuse.
- 1915 – Gotlandsbåtarnas turer läggs om till dagtid på grund av risken för minor i Östersjön under det pågående första världskriget.
- 1920 – En massdemonstration med omkring 100 000 deltagare anordnas av de vänsterradikala partierna USPD och KPD utanför Riksdagshuset i Berlin, i samband med nationalförsamlingens debatt av lagen om arbetarrepresentation. Efter handgripligheter skjuter skyddsvakterna mot folkmassan, med 42 döda och över 100 skadade som följd.
- 1921 – De svenska partierna Bondeförbundet och Jordbrukarnas Riksförbund går samman och bildar Bondeförbundet, som etablerar sig som riksdagsparti.
- 1928 – Konserthuset i Göteborg, en byggnad helt i trä från 1904, brinner ner.
- 1935 – I Saarlandet på gränsen mellan Frankrike och Tyskland, vilket har stått under franskt styre på mandat från Nationernas förbund sedan första världskrigets slut, hålls en folkomröstning om vilket land området ska tillhöra. Drygt 90 procent av de röstande är för en förening med Tyskland.
- 1953 – Den jugoslaviske statschefen Josip Broz Tito väljs till Jugoslaviens president, vilket han sedan förblir till sin död 1980.
- 1956 – 20 personer, varav 12 skolungdomar, dödas när ett skenande malmtåg kolliderar med en rälsbuss i Ställdalen i Västmanland.
- 1968 – Johnny Cash spelar in albumet At Folsom Prison i fängelset Folsom State Prison i Kalifornien. Den sista låten på albumet heter Greystone Chapel och är skriven av en av internerna på fängelset.
- 1970 – Den sista svenska tvåkammarriksdagen öppnas. Året därpå upplöses denna och ersätts av den nuvarande enkammarriksdagen.
- 1982 – Ett flygplan havererar mot en bro i USA:s huvudstad Washington, D.C. varvid 78 personer omkommer.
- 1991 – Under den baltiska självständighetskampen mot Sovjetunionen besätts tv-tornet i Litauens huvudstad Vilnius av sovjetiska trupper, varvid 14 demonstranter dödas. Åtta månader senare (6 september) erkänner Sovjet Litauens självständighet.
- 1993 – Rymdfärjan Endeavour skjuts upp på uppdrag STS-54[5]
- 1998 – Den italienske författaren Alfredo Ormando tänder eld på sig själv utanför Peterskyrkan i Vatikanstaten, som protest mot den romersk-katolska kyrkans syn på homosexualitet.
- 2003 – Göteborgskommitténs rapport om kravallerna i samband med EU-toppmötet i Göteborg två år tidigare publiceras. Polisen kritiseras hårt för sitt agerande under kravallerna.
- 2012 – Det italienska kryssningsfartyget M/S Costa Concordia går på grund och kantrar utanför Italiens västkust.

## Födda
- 1505 – Joakim II Hektor, kurfurste av Brandenburg
- 1596 – Jan van Goyen, nederländsk landskapsmålare
- 1635 – Philipp Jacob Spener, tysk teolog
- 1717 – Maria Sibylla Merian, tysk konstnär
- 1746 – Gustav III, kung av Sverige
- 1776 – Johan David Valerius, svensk ämbetsman, ledamot av Svenska Akademien
- 1787 – John Davis, amerikansk politiker, guvernör i Massachusetts, senator för samma delstat
- 1808 – Salmon P. Chase, amerikansk jurist
- 1812 – Humphrey Marshall, amerikansk diplomat, general och politiker
- 1842 – Gundelach Bruzelius, svensk jurist och politiker
- 1843 – Esaias Tegnér den yngre, svensk professor i österländska språk, ledamot av Svenska Akademien
- 1849 – Alfhild Agrell, svensk författare
- 1864
  - Hanna Pauli, svensk konstnär
  - Wilhelm Wien, tysk fysiker, mottagare av Nobelpriset i fysik 1911
- 1885 – Birger Wahlström, svensk förlagsman, grundare av B. Wahlströms bokförlag
- 1887 – Hermann von Fischel, tysk sjömilitär, amiral
- 1898 – Kaj Munk, dansk präst, författare och motståndsman
- 1904
  - Richard Addinsell, brittisk kompositör
  - Nathan Milstein, ukrainsk-amerikansk violinist
- 1906
  - Pascoal Carlos Magno, brasiliansk författare
  - Zhou Youguang, kinesisk sinolog och lingvist
- 1907 – George Raynor, brittisk fotbollsspelare och -tränare
- 1909 – Marinus van der Lubbe, nederländsk murargesäll, anklagad för att ha anlagt riksdagshusbranden i Berlin 1933
- 1918
  - Curt Ericson, svensk skådespelare
  - Guje Lagerwall, svensk skådespelare
- 1919 – Robert Stack, amerikansk skådespelare
- 1920
  - Knut Nordahl, svensk fotbollsspelare, OS-guld 1948
  - Bert Sorbon, svensk inspicient och skådespelare
- 1927
  - Brock Adams, amerikansk demokratisk politiker
  - Sydney Brenner, sydafrikansk-brittisk biolog, mottagare av Nobelpriset i fysiologi eller medicin 2002
- 1928 – Bengt ”Julle” Gustavsson, svensk fotbollsspelare, OS-brons 1952, VM-silver 1958
- 1932 – Nils Brandt, finlandssvensk skådespelare, i Sverige mest känd i rollen som Rocky i de två första filmerna om Jönssonligan
- 1936 – Margareta Henning, svensk skådespelare
- 1937 – Ingvar Andersson, svensk revyartist och skådespelare
- 1938 – Tord Grip, svensk fotbollsspelare och -tränare
- 1942 – Piero Marini, italiensk romersk-katolsk ärkebiskop och påvlig ceremonimästare
- 1943 – Anita Ekström, svensk skådespelare
- 1950 – Clive Betts, brittisk parlamentsledamot för Labourpartiet
- 1955 – Peter Bergared, svensk skådespelare
- 1956 – Birgitta Egerbladh, svensk koreograf, kompositör och dansare
- 1957
  - Lars Ohly, svensk vänsterpartistisk politiker, Vänsterpartiets partisekreterare och partiledare
  - Mark O'Meara, amerikansk golfspelare
- 1960
  - Eric Betzig, amerikansk fysiker, mottagare av Nobelpriset i fysik 2014
  - Jesper Taube, svensk kock
- 1961
  - Julia Louis-Dreyfus, amerikansk skådespelare, mest känd i rollen som Elaine Benes i TV-serien Seinfeld
  - Jeremy Bamber, engelsk massmördare som begick morden vid White House Farm 1985
- 1964 – Johan Ryström, svensk golfspelare
- 1965 – Jon Rekdal, svensk kompositör och ljudtekniker
- 1966 – Patrick Dempsey, irländsk-amerikansk skådespelare
- 1967 – Jan Fransisco, svensk trumslagare i gruppen Lars Vegas trio
- 1968
  - Anna Järphammar, svensk tv-programledare och skådespelare
  - Gianni Morbidelli, italiensk racerförare
- 1970 – Marco Pantani, italiensk cyklist
- 1972
  - Nicole Eggert, amerikansk skådespelare
  - Vitalj Sjtjerba, belarusisk gymnast, sexfaldig olympisk guldmedaljör
- 1973 – Nikolaj Chabibulin, rysk ishockeyspelare
- 1977 – Orlando Bloom, brittisk skådespelare
- 1980 – Nils-Eric Johansson, svensk fotbollsspelare
- 1997 – Connor McDavid, kanadensisk ishockeyspelare

## Avlidna
- 47 f.Kr. – Ptolemaios XIII Filopator Filadelfos, egyptisk farao
- 858 – Æthelwulf, kung av Wessex
- 888 – Karl den tjocke, kung av Schwaben, Alemannien och Raetien samt av Italien, romersk kejsare, kung av Östfrankiska riket och av Västfrankiska riket
- 1571 – Johan, 57, markgreve av Brandenburg-Küstrin
- 1717 – Maria Sibylla Merian, 69, tysk konstnär
- 1801 – Robert Orme, 72, brittisk historiker
- 1844 – Alexander Porter, 58, irländsk-amerikansk politiker och jurist, senator för Louisiana
- 1864 – Stephen Foster, 37, amerikansk kompositör
- 1883 – Joseph Kleutgen, 71, tysk katolsk teolog
- 1885 – Schuyler Colfax, 61, amerikansk politiker, USA:s vicepresident
- 1893 – William H. Wickham, 60, amerikansk demokratisk politiker, borgmästare i New York
- 1903 – Karl Dziatzko, 60, tysk klassisk filolog och bibliotekarie
- 1918 – James H. Brady, 55, amerikansk republikansk politiker, senator för Idaho
- 1920 – Charlotte Lachs, 52, svensk-amerikansk sopran, konsertsångare
- 1922 – Joseph Millard, 85, kanadensisk-amerikansk politiker, senator för Nebraska
- 1928 – Clara Emilia Smitt, 65, svensk läkare och författare
- 1929 – Wyatt Earp, 80, amerikansk sheriff
- 1941 – James Joyce, 58, irländsk författare
- 1956 – Lyonel Feininger, 84, tysk målare och grafiker
- 1964 – Semmy Friedmann, 72, svensk skådespelare
- 1968 – Castro Soromenho, 58, angolansk författare
- 1978 – Hubert Humphrey, 66, amerikansk politiker, senator för Minnesota, USA:s vicepresident
- 1992 – Dagny Lind, 89, svensk skådespelare
- 1996 – Christer Olofson, 86, svensk publicist och politiker (folkpartist)
- 2000 – John Ljunggren, 80, svensk friidrottare, OS-guld 1948, OS-brons 1956, OS-silver 1960
- 2003 – Rolf ”Rulle” Lövgren, 82, svensk revyartist
- 2004 – Harold Shipman, 57, brittisk läkare och seriemördare
- 2005 – Bengt Janson, 47, svensk antikhandlare, lärare och TV-programledare
- 2007 – Michael Brecker, 57, amerikansk jazzsaxofonist
- 2009
  - Patrick McGoohan, 80, amerikansk-brittisk skådespelare
  - Folke Sundquist, 83, svensk skådespelare
  - Johan A. Olsson, 92, svensk fabrikör och politiker
- 2010
  - Teddy Pendergrass, 59, amerikansk sångare och låtskrivare
  - Jay Reatard, 29, amerikansk musiker
- 2011 – Ole Dorph-Jensen, 92, svenskfödd dansk friidrottare
- 2012 – Rauf Denktaş, 87, turkcypriotisk politiker, Nordcyperns president
- 2014 – Bobby Collins, 82, brittisk fotbollsspelare och manager
- 2015
  - Robert White, 88, amerikansk diplomat
  - Thor G. Norås, 79, norsk forskare, författare, journalist, kompositör, manager och impressario
- 2025 – Quentin Davies, 80, brittisk konservativ och labourpolitiker, parlamentsledamot 1987–2010